# Italia agli XI Giochi olimpici invernali
L'Italia partecipò ai XI Giochi olimpici invernali, svoltisi a Sapporo, Giappone, dal 3 al 13 febbraio 1972, con una delegazione di 44 atleti, 3 dei quali donne. L'Italia chiuse questa edizione al decimo posto con due medaglie d'oro, una d'argento e due di bronzo.

## Medagliere per discipline
| Sport      | Oro | Argento | Bronzo | Totale |
| ---------- | --- | ------- | ------ | ------ |
| Bob        | 0   | 1       | 0      | 1      |
| Sci alpino | 1   | 1       | 1      | 3      |
| Slittino   | 1   | 0       | 0      | 1      |
| Totale     | 2   | 2       | 1      | 5      |

## Medaglie d'oro
| Medaglia | Nome                             | Sport      | Evento          |
| -------- | -------------------------------- | ---------- | --------------- |
| Oro      | Gustav Thöni                     | Sci alpino | Slalom gigante  |
| Oro      | Paul Hildgartner Walter Plaikner | Slittino   | Doppio maschile |

## Medaglie d'argento
| Medaglia | Nome                                                                  | Sport      | Evento  |
| -------- | --------------------------------------------------------------------- | ---------- | ------- |
| Argento  | Gustav Thöni                                                          | Sci alpino | Slalom  |
| Argento  | Nevio De Zordo Adriano Frassinelli Corrado Dal Fabbro Gianni Bonichon | Bob        | Bob a 4 |

## Medaglie di bronzo
| Medaglia | Nome         | Sport      | Evento |
| -------- | ------------ | ---------- | ------ |
| Bronzo   | Roland Thöni | Sci alpino | Slalom |